# Roch Voisine
Roch Voisine, de nombre completo Joseph Armand Roch Voisine, nacido el 26 de marzo de 1963 en Saint-Basile, hoy distrito de Edmundston, en la provincia de Nuevo Brunswick en Canadá, es un cantante de variedades, country, pop y folk-rock, autor-compositor, actor y presentador de televisión.

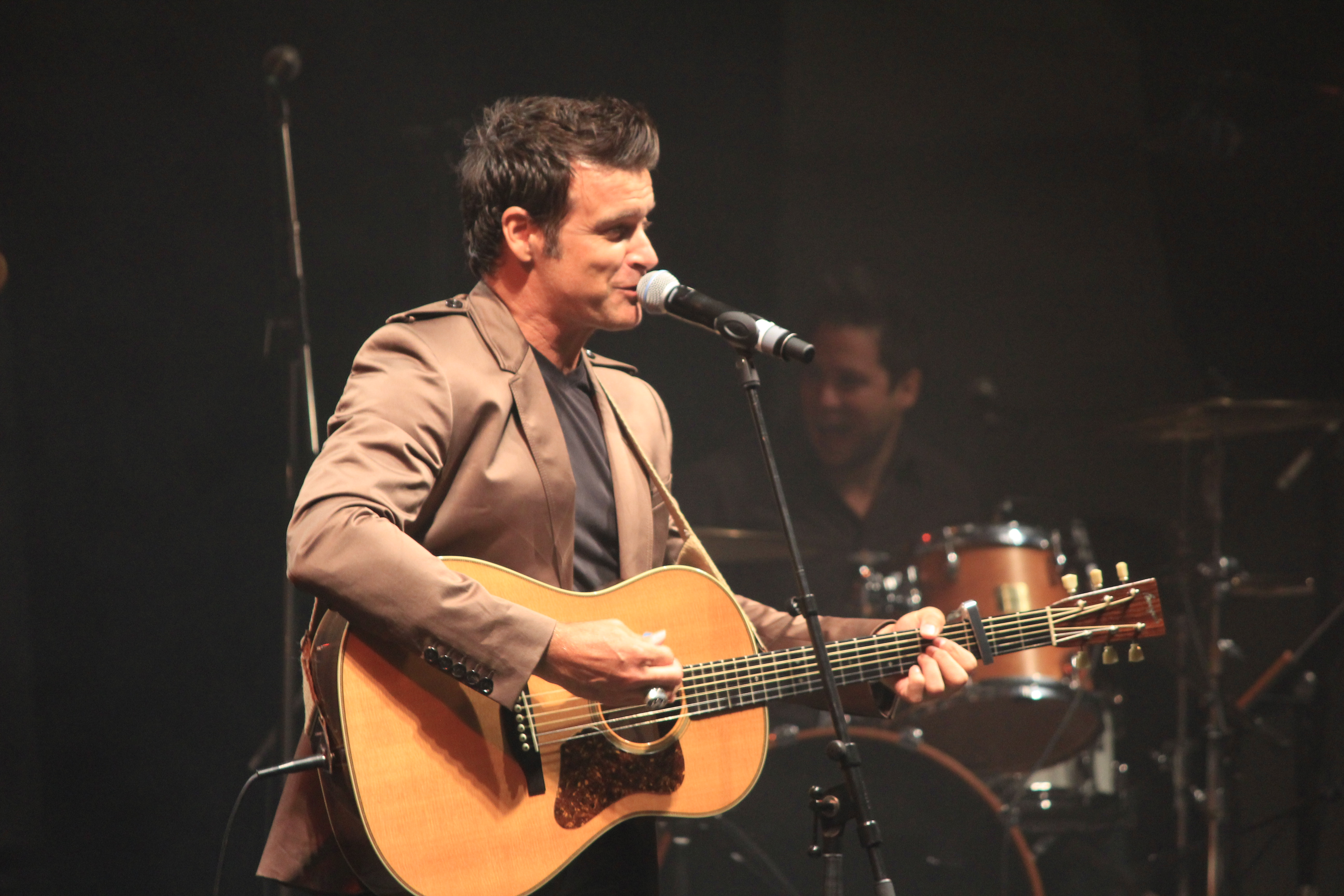
Roch Voisine en el festival interceltique de Lorient, en 2012

## Biografía
Roch Voisine nació en Edmundston y creció en Saint-Basile, Roch Voisine nació en Edmundston y creció en Saint-Basile, Nuevo Brunswick, entre el Maine estadounidense y el Quebec francófono, la llamada "República de Madawaska" (o Madaouaska). Hijo de Zeeland Robichaud y Réal Voisine. Un hermano y una hermana, Marc y Janice. Durante su adolescencia, residió en Notre-Dame-du-Lac, en la provincia de Quebec, para convertirse en jugador de hockey y completó sus estudios secundarios en la Écoletechnical de métiers de Lauzon (desde 1987, escuela secundaria de Guillaume Couture de la ville de Lévis) y en el Polivalente de Lévis en 1978 y 1979 (hoy es la École Pointe-Lévy). Completó su foemación en el Cégep de Limoilou durante cuatro años.
Casó con Myriam St Jean en diciembre de 2002 con quien tuvo dos hijos (Killian y Alix-Elouan). Divorciados en 2007. También se emparejó con Narimane Doumandji, su relaciones públicas durante 3 años y medio. Desde 2012 mantiene una relación con Myriam Chantal, estudiante de psicología 25 años más joven que él, que le dio una hija, Lily-Dorina.

## Carrera musical

### Inicios
Jugando a hockey con los Quebec Remparts en 1980, junto a Michel Therrien, quien más tarde sería su guardaespaldas, se lesionó la rodilla a los 18 años, lo que puso fin a su carrera deportiva. Presentó un programa de televisión llamado Top Jeunesse en TQS, dedicado a los videoclips musicales actuales.
Recibió su bautismo musical en el verano de 1986, el 1 de julio, frente a carca de 50.000 personas en el parque de atracciones La Ronde de Montreal con motivo del Día de Canadá. En 1989, tuvo un papel como actor en la tercera temporada de la serie de Quebec Lance et compte, cuyo doblaje en francés se emitió en Europa en TV5 bajo el título Cogne et Gagne. En 1989 ganó popularidad en todo Quebec y también en Francia con su canción Hélène.

### Años 90
En abril de 1990 dio 3 conciertos en el Zenith de París y algunos conciertos en agosto. En marzo de 1991, Roch Voisine se embarcó en su segunda gira europea tras publicar su álbum Double. Álbum vendido más de 650.000 copias en Francia. En enero de 1992, se convirtió en el artista más joven en recibir del gobierno francés la distinción honorífica de Caballero de la Orden de las Artes y las Letras. El 6 de febrero es el pistoletazo de salida de su Europe Tour, gira que inaugura en el Palais Omnisports de Paris-Bercy ante más de 15.000 personas. Esto continuará en las principales ciudades de Francia, Bélgica y Holanda con más de sesenta espectáculos y entradas agotadas. El remate a su gira europea tuvo lugar en el concierto que dio el 17 de abril de 1992 en París en el Champ-de-Mars ante 75.000 espectadores. El programa es retransmitido en directo por el canal TF1 y la audiencia se estima en 14 millones de espectadores. Unas semanas más tarde, Roch Voisine presentó su concierto con entradas agotadas en Montreal. En ese mismo año, obtuvo un papel en la película Armen and Bullik junto al actor estadounidense Mike Connors.
En 1993, la estatua de cera de Roch Voisine entró en el museo Grévin de París. El mismo año, lanzó un álbum en inglés titulado "I'll always be there". Esto le abre las puertas al Canadá de habla inglesa. En 1994, inició una gira por Canadá. Lanza un nuevo álbum: "Coup de tête". En 1995 regresa a Francia con su gira "Chaud 95". Esta gira continúa en Canadá. En 1996, se instala en la casa de Burt Reynolds, Los Ángeles, donde escribió y compuso un nuevo álbum, "Kissing Rain", que fue lanzado en Europa en diciembre de 1996. 
La pérdida de su manager Paul Vincent en 1997, supuso un descanso de 2 años para recomponer un equipo. Regresó en 1999 con un álbum en francés: "Chaque feu...".

### Años 2000

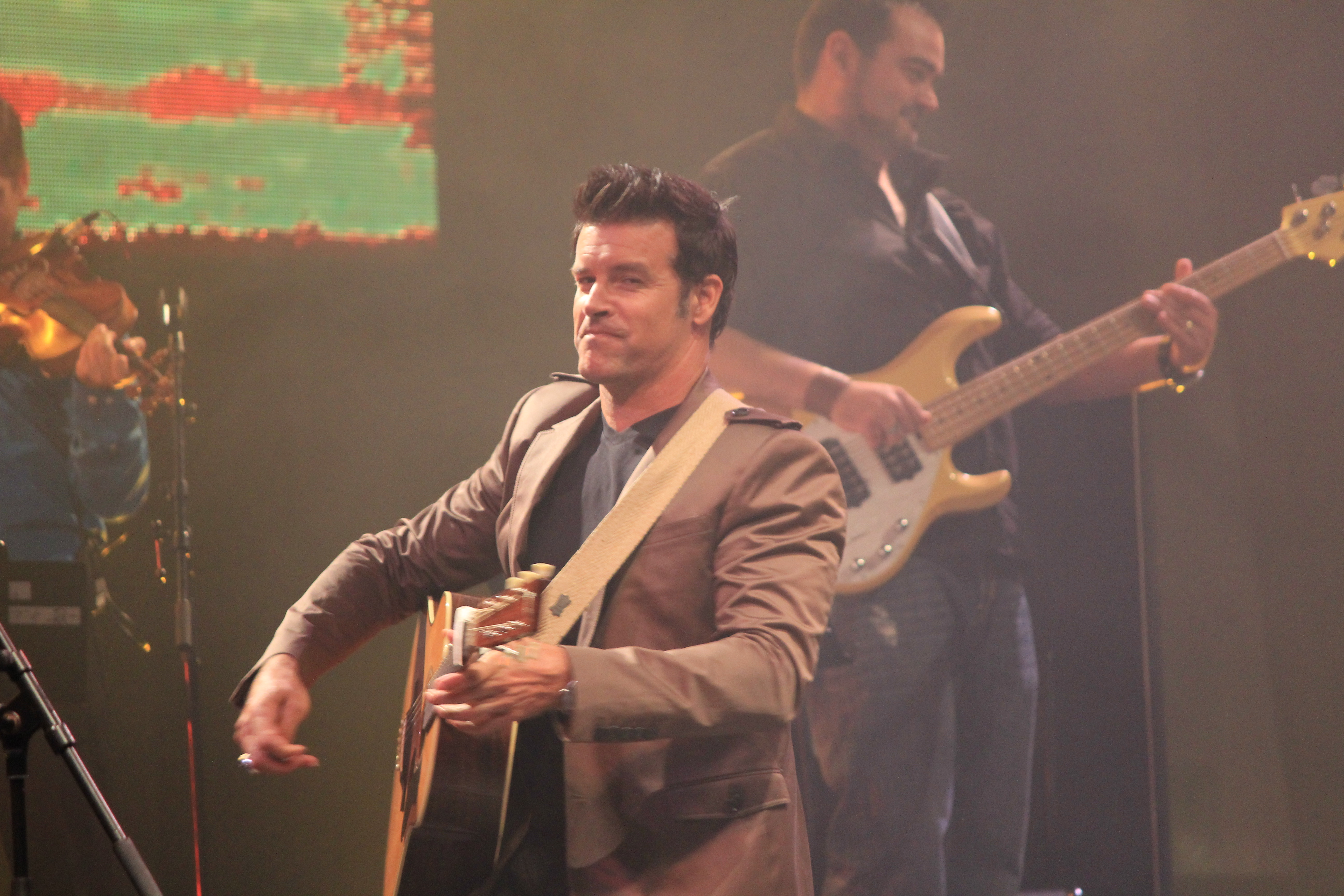
Roch Voisine en 2012.

Al álbum "Chaque feu..." le siguió un álbum navideño en 2000 y un álbum en francés en 2001. En 2002, se lanzó en Canadá "Higher", un nuevo álbum en inglés. Regresó en 2003 con su disco Je te serai fidèle, que incluye seis temas inéditos y nueve conocidos, regrabados y reorganizados para la ocasión. El álbum Sauf si l'amour… fue lanzado en Europa el 31 de octubre de 2005.
Roch Voisine realizó una gira europea de octubre a diciembre de 2006, siendo la primera etapa el Olympia de París. Luego vino otra gira en marzo y abril de 2007, y una gira en Quebec de septiembre a noviembre de 2007. Ese año se lanza Best Of titulado Roch  en Quebec y en Francia. El 19 de mayo de 2007, Roch Voisine recibió un doctor honoris causa en música por la Universidad de Moncton, Edmundston Campus, en reconocimiento a sus éxito musical. Además, recibió el Disco de Diamante (8 millones de álbumes vendidos) como recompensa a sus 20 años de carrera.
Su nuevo álbum, Americana, fue lanzado en Europa el 18 de agosto de 2008. De gira por Francia, actuó en el Théâtre Mogador de París del 9 al 14 de junio de 2009. El volumen 2 de Americana fue lanzado el 17 de agosto de 2009. En 2010, fue invitado a participar en el nuevo álbum de Carlos Santana.
En 2012, cantó Hélène, I'll Always Be There (en ambos idiomas oficiales) con motivo del Día de Canadá en la capital Ottawa en Parliament Hill. Celebra más de 25 años de carrera, en memoria de su primer gran espectáculo para el Día de Canadá en La Ronde, Montreal, en 1986. En la primavera de 2013, lanzó el álbum Duophonique. El mismo año participó en el disco Forever Gentlemen. 
A finales de 2015-principios de 2016, se fue de gira con Garou y Corneille por Francia, Bélgica y Suiza. La gira se llamó Forever Gentlemen on tour. Recorren los grandes clásicos de los años 50. Entre ambos reforman el Rat-Pack. Esta gira continúa en Quebec en 2017. Nuevo álbum en francés para 2017, Devant Nous. Es un álbum con sonidos pop. Va de gira por Francia desde enero de 2018. Roch regresó a Canadá, donde dio conciertos acústicos en las Francofolies de Montréal, junio de 2018. En enero-febrero de 2019 regresa a Francia con su gira acústica acompañado por dos músicos. 
En Quebec, celebrará el décimo aniversario del álbum Americana. A fines de octubre de 2019, lanzó una recopilación "Americana, L'Album Anniversaire 10 ans Americana". Este álbum incluye, en particular, un dúo con Isabelle Boulay. La crisis sanitaria del Covid-19 pospuso la gira de aniversario de Americana hasta septiembre de 2020. También su gira europea se pospone a 2022 aún por la crisis sanitaria. En 2022 actuó en La Cigale de París. Durante el confinamiento, formó un grupo de corta duración llamado The Silver Foxes con artistas de Quebec, incluido Bruno Pelletier.

## Discografía
- 1986 : Sweet Songs
- 1987 : Roch Voisine
- 1989 : Hélène
- 1990 : La berceuse du petit diable
- 1990 : Double (CD francés + CD inglés)
- 1992 : Europe Tour - L'Emotion (live)
- 1993 : I'll Always Be There
- 1994 : Coup de tête
- 1994 : Participación en el CD Vatican Christmas, The little drummer boy
- 1996 : Kissing Rain
- 1997 : Participación en el CD Vision Quest en la canción River of love
- 1997 : Participación en el CD de Richard Marx Flesh and Bone, Every day of your life / Chaque jour de ta vie
- 1999 : Chaque feu...
- 2000 : L'Album de Noël (francés) y Christmas is calling (inglés)
- 2001 : Roch Voisine
- 2002 : Higher
- 2003 : Je te serai fidèle
- 2004 : Participación en el CD de Jim Brickman Greatest Hits, My love is here
- 2004 : Participación en el CD L'Acadie en chanson, Poème de chair
- 2005 : Sauf si l'amour...
- 2006 : Participación en L'Or de nos vies del colectivo Fight Aids
- 2006 : Roch Voisine Intime/Intimate (CD Francés + CD Inglés + Bonus)
- 2006 : Sencillo Le Chemin/Ne me laisse jamais partir
- 2007 : Nuevo sencillo et si del álbum au cœur des hits
- 2008 : Americana
- 2009 : Americana 2
- 2010 : Americana III
- 2010 : Confidences
- 2010 : Participación en el CD de Carlos Santana Guitar Heaven, Under the bridge
- 2011 : Participación en el álbum Duos de mes chansons de Gérard Lenorman. Interpreta: Le Petit Prince.
- 2011 : Participación en el álbum Rendez-vous de Nana Mouskouri. Interpreta: Adieu Angelina.
- 2012 : Participación en el álbum Mes amours, mes amis de Paul Daraîche. Iinterpreta À ma mère (perce les nuages) en trio con Paul Daraîche e Isabelle Boulay.
- 2013 : Duophonique
- 2013 : Mon tour de te bercer, en duo con Natasha St-Pier, canción para el Congreso Moundial Acadiano de 2014.
- 2013 : Participación en el álbum Forever Gentlemen
- 2013 : Duophonique
- 2014 : Participación en el álbum Forever Gentlemen 2. Canta "L.O.V.E" con Claire Keim y Corneille, "La Mer" con Vincent Niclot, "Syracuse" con Dany Brillant y Damien Sargue, "Strangers in the night" con Paul Anka y "Misty" con Sofia Essaidi.
- 2014 : Álbum Movin' on maybe
- 2016 : Participación en el álbum Les Belles Chansons
- 2017 : Álbum Devant Nous
- 2019 : Albums Roch Acoustic y Roch Acoustic II.
- 2019 : Compilación Americana, L'album anniversaire 10 Ans Americana. Contiene 3 inéditas: "Come to me", "Crying" y "Loin d'ici".
- 2020 : Canta "Ne viens pas / With these eyes" con Sarah Brightman del álbum "France" [3]
- 2021 : Nuevo sencillo de Noël (Navidad) titulado "Please Come Home For Christmas".

## Filmografía

### Televisión
- 1989: Lance et compte : Tercera temporada (Série TV): Danny Ross
- 1991: Le Cadeau de Noël: el mismo.
- 1993: Armen et Bullik (Telefilme): Tom Bullik
- 2022: L'œil du cyclone (Série TV): el mismo.